# مارك وود (مستكشف)
مارك وود (بالإنجليزية: Mark Wood)‏ (مواليد 1966)، هو مستكشف بريطاني وقائد رحلة استكشافية ومؤلف. خدم في الجيش البريطاني في الكتيبة الثانية الفوج الملكي، كما خدم كرجل إطفاء في خدمة الحرائق والإنقاذ الملكية في بيركشاير. أصبح فيما بعد مستكشفًا وقاد فرقًا للبعثات القطبية والجبلية الكبرى في البيئات القاسية مثل الدائرة القطبية الشمالية، وجبال الهيمالايا، وأنتاركتيكا، وألاسكا، والقطب الشمالي الكندي والنرويجي لزيادة الوعي بالاحتباس الحراري ، كما أنشأ فصول دراسية افتراضية للتحدث إلى المدارس والأطفال حول هذه القضايا.
ولد مارك في مدينة كوفنتري غرب إنجلترا، درس في مدرستين محليتين الأولى مدرسة ستيفيشول جونيور، والثانية مدرسة كوفنتري فينهام بارك. وتقع المدرستان في كوفنتري، وركشير، إنجلترا.